# Zavreliella fittkaui
Zavreliella fittkaui är en tvåvingeart som beskrevs av Reiss 1990. Zavreliella fittkaui ingår i släktet Zavreliella och familjen fjädermyggor. Inga underarter finns listade i Catalogue of Life.